# تترا نيونية سوداء
تترا نيونية سوداء (بالإنجليزية: Black neon tetra)، (باللاتينية: Hyphessobrycon herbertaxelrodi)، هي سمكة زينة من فصيلة التترا تعيش في المياه العذبة.